# 東和米川テレビ中継局
東和米川テレビ中継局（とうわよねかわテレビちゅうけいきょく）は、宮城県登米市の旧東和町地域にあるテレビ中継局。

## 中継局概要

### デジタルテレビ放送
| リモコン 番号 | 放送局名           | チャンネル 番号 | 空中線 電力 | ERP  | 偏波面   | 放送対象地域 | 放送区域 内世帯数 | 運用開始日      |
| ------------- | ------------------ | --------------- | ----------- | ---- | -------- | ------------ | ----------------- | --------------- |
| 1             | TBC 東北放送       | 22              | 300mW       | 1.2W | 水平偏波 | 宮城県       | 576世帯           | 2009年 12月25日 |
| 2             | NHK 仙台教育       | 25 → 34         | 300mW       | 1.2W | 水平偏波 | 全国         | 576世帯           | 2009年 12月25日 |
| 3             | NHK 仙台総合       | 26              | 300mW       | 1.2W | 水平偏波 | 宮城県       | 576世帯           | 2009年 12月25日 |
| 4             | MMT 宮城テレビ放送 | 18              | 300mW       | 1.2W | 水平偏波 | 宮城県       | 576世帯           | 2009年 12月25日 |
| 5             | KHB 東日本放送     | 20              | 300mW       | 1.2W | 水平偏波 | 宮城県       | 576世帯           | 2009年 12月25日 |
| 8             | OX 仙台放送        | 16              | 300mW       | 1.2W | 水平偏波 | 宮城県       | 576世帯           | 2009年 12月25日 |

（矢印の左側は、2012年10月29日のリパック前のチャンネル）
- 所在地： 登米市東和町米川（城ノ内）[4]
- 放送区域： 登米市の一部[4]（旧東和町域の米川地区）
- 2009年10月20日に予備免許が交付され[5][6]、11月中旬に試験電波を発射。12月24日に本免許が交付され[1]、12月25日に本放送が開始された[1]。

### アナログテレビ放送
| チャンネル 番号 | 放送局名           | 空中線 電力       | ERP               | 偏波面   | 放送対象地域 | 放送区域 内世帯数 | 運用開始日      |
| --------------- | ------------------ | ----------------- | ----------------- | -------- | ------------ | ----------------- | --------------- |
| 49              | NHK 仙台教育       | 映像3W/ 音声750mW | 映像13W/ 音声3.3W | 水平偏波 | 全国         | 522世帯           | 1973年 9月13日  |
| 51              | NHK 仙台総合       | 映像3W/ 音声750mW | 映像13W/ 音声3.3W | 水平偏波 | 宮城県       | 522世帯           | 1973年 9月13日  |
| 55              | TBC 東北放送       | 映像3W/ 音声750mW | 映像12W/ 音声3W   | 水平偏波 | 宮城県       | 522世帯           | 1975年 12月24日 |
| 57              | OX 仙台放送        | 映像3W/ 音声750mW | 映像12W/ 音声3W   | 水平偏波 | 宮城県       | 522世帯           | 1975年 12月24日 |
| 59              | MMT 宮城テレビ放送 | 映像3W/ 音声750mW | 映像12W/ 音声3W   | 水平偏波 | 宮城県       | 522世帯           | 1975年 12月24日 |
| 61              | KHB 東日本放送     | 映像3W/ 音声750mW | 映像12W/ 音声3W   | 水平偏波 | 宮城県       | 522世帯           | 1977年 9月30日  |

- 所在地： デジタルテレビ放送に同じ
- 2011年7月24日をもって廃止される予定だったが、3月11日に発生した東日本大震災の影響により、2012年3月31日まで延期された。